# Joan Josep Bertomeu i Ferri
Joan Josep Bertomeu i Ferri (Amposta, 20 de febrer de 1943) fou un futbolista català de les dècades de 1960 i 1970.

## Trajectòria
Bertomeu començà a destacar al FC Amposta quan jugava a categoria regional. Arribà al RCD Espanyol la temporada 1965-66, i romangué al club durant més d'una dècada, fins al 1976. Era un àgil porter que alternava grans actuacions amb d'altres més discretes. Va rebre el sobrenom de Coco. Començà essent suplent d'homes com Carmelo Cedrún i no fou fins a la temporada 1969-70, jugant l'Espanyol a Segona Divisió, que Bertomeu aconseguí la titularitat de l'equip. Les següents temporades, això no obstant, tornà a alternar titularitat i suplència. En total disputà 101 partits de lliga amb el club. El 1976 l'Espanyol li donà la baixa i fitxà per la UE Sant Andreu, on jugà durant dues temporades més.
Lligat sempre a l'Espanyol, a més de jugador ha estat directiu del club i membre de l'Associació de Veterans.